# سیکاره

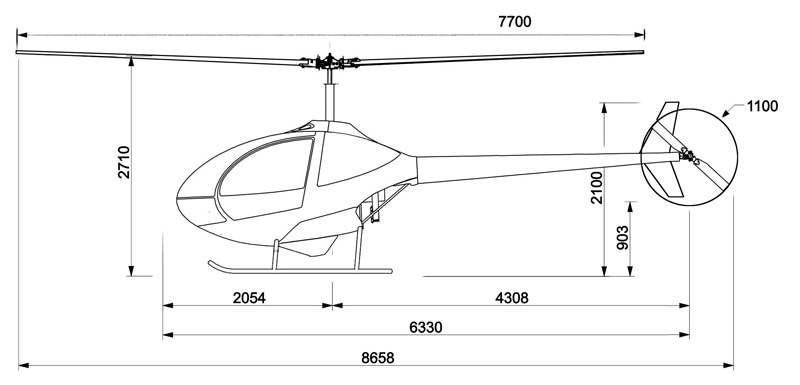
Cicaré CH-12

سیکاره اس‌اِی (به اسپانیایی: Cicaré) نام یک شرکت سازنده بالگرد و قطعات آن است که در آرژانتین قرار دارد. این شرکت در سال ۱۹۷۳ توسط آگوستو سیکاره بنیانگذاری شد. بالگردهای ایتالیایی هلی‌اسپورت سی‌اچ۷ و هلی‌اسپورت سی‌اچ۷۷ با کمک فناوری شرکت سیکاره ساخته شده‌اند که خط تولیدش به یک شرکت ایتالیایی واگذار شد. هیچ‌کدام از محصولات این شرکت از سال ۱۹۷۳ تا ۱۹۹۱ به تولید انبوه نرسیدند و تا قبل از ساخت هلی‌اسپورت سی‌اچ۷ و ورود آن به بازار در سال ۱۹۹۱ این شرکت هیچ محصولی روانهٔ بازار نکرد و تنها در زمینهٔ تأمین قطعات فعالیت می‌نمود. این شرکت قراردادهایی نیز با نیروی هوایی آرژانتین برای تأمین قطعات بسته بود. بجز هلی‌اسپورت سی‌اچ۷ هیچ‌کدام از بالگردهای شرکت سیکاره تولید انبوه نشدند و بعنوان پروژه آزمایشی و پژوهشی به اتمام رسیدند. گرچه این شرکت هم‌اکنون یک بالگرد چندمنظوره با نام سی‌اچ-۱۴ آگوئیلوچو در دست طراحی و توسعه دارد که به نظر می‌رسد یک محصول جدی است.

## محصولات شرکت سیکاره

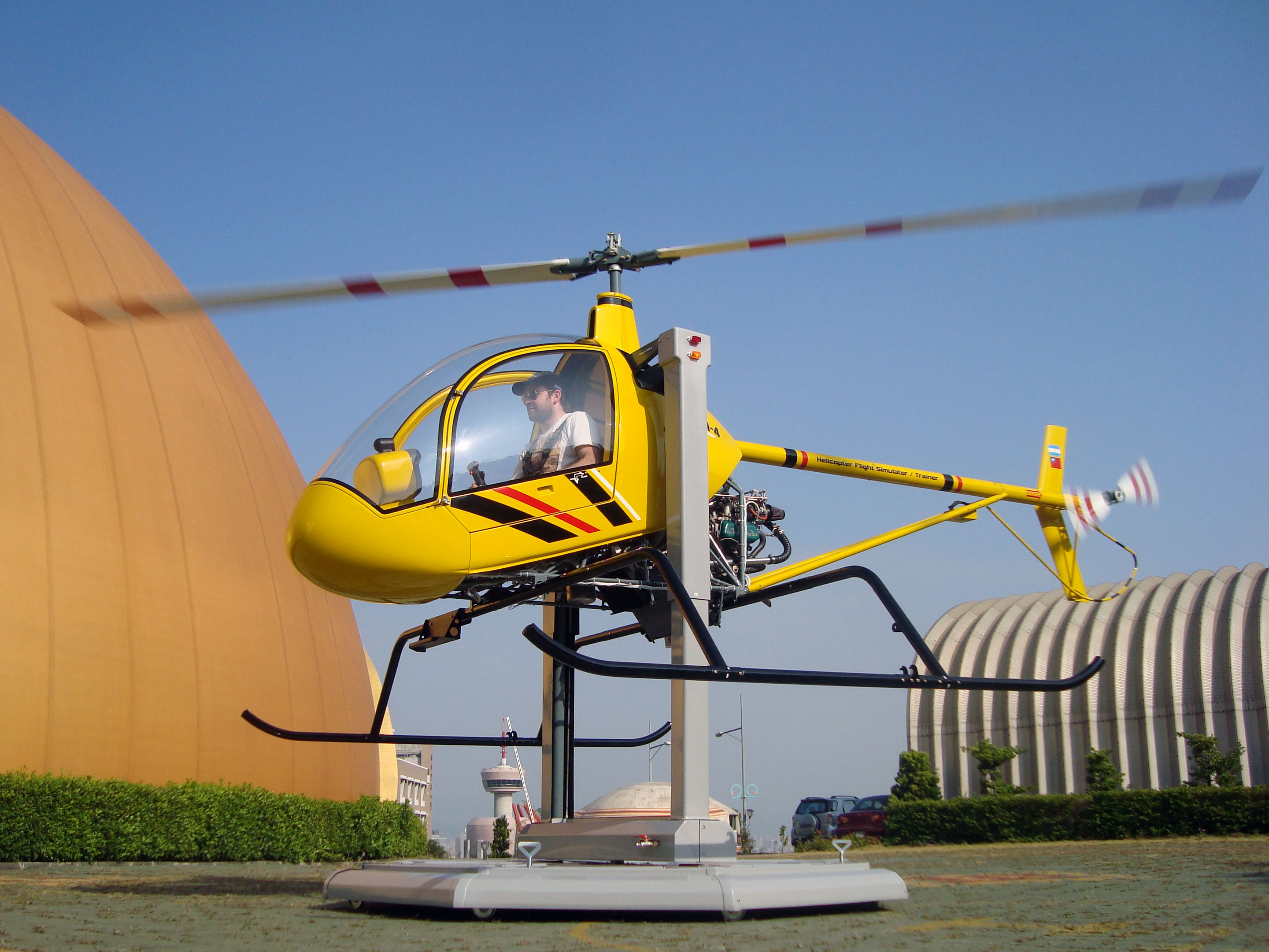
Cicaré CH-7B

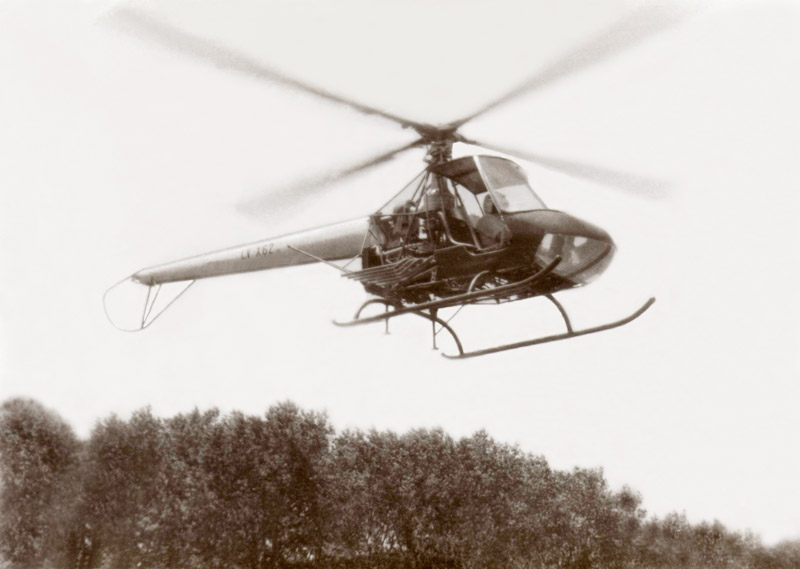
Cicare CK.1/CH-3 Colibri

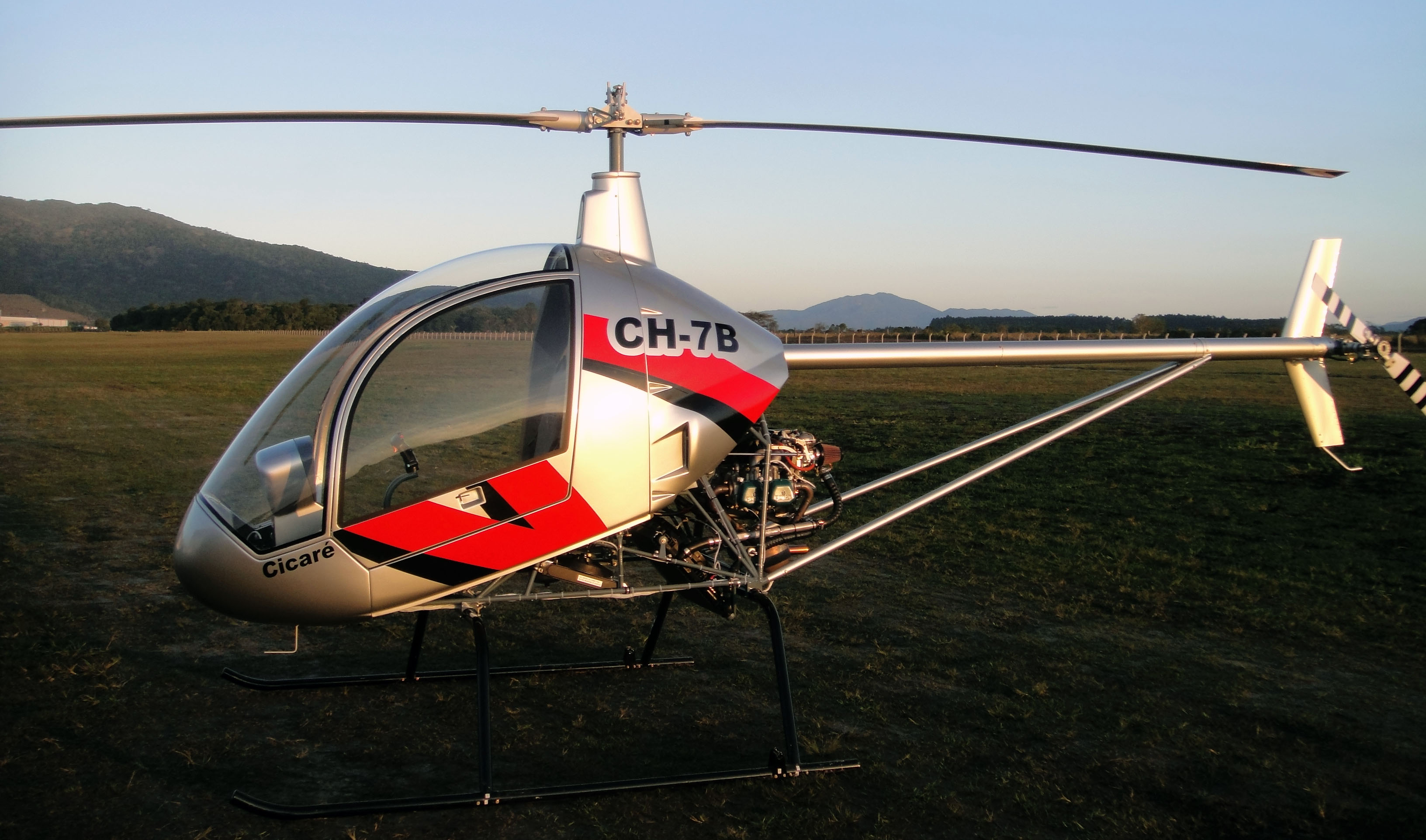
Cicaré CH-7B

### هواگردها
- CH-1 (1961)
- CH-2 (1964)
- Cicaré CK.1|CH-3 Colibri (1976)
- CH-4 (1982)
- CH-5 AG (1986)
- CH-6 (1987)version
- CH-6T (1999)
- Heli-Sport CH-7 (1991) هلی‌اسپورت سی‌اچ۷
- CH-8 UL (1993)
- Cicaré CH-8ULM|CH-8ULM - two seat side by side
- CH-9 (1995)
- Cicaré CH-11|CH-11 - coaxial helicopter (in development)
- Cicaré CH-12|CH-12 - two seat side by side
- Cicaré CH-14|CH-14 سی‌اچ-۱۴ آگوئیلوچو

### موتور بالگرد
- Cicaré 4C2T (۱۹۷۳)